# Autoridad de Energía Eléctrica de Puerto Rico
La Autoridad de Energía Eléctrica de Puerto Rico (AEE ) fue una compañía de energía eléctrica propiedad del Estado Libre Asociado de Puerto Rico encargada de la generación, distribución y transmisión de energía eléctrica en la isla. La AEE era la única entidad autorizada para realizar este tipo de negocios en Puerto Rico, convirtiéndola en un monopolio gubernamental, hasta que el 22 de enero de 2018, el exgobernador de Puerto Rico, Ricardo Rosselló, anunció que todos los activos de la empresa se venderían en una privatización general de la AEE.

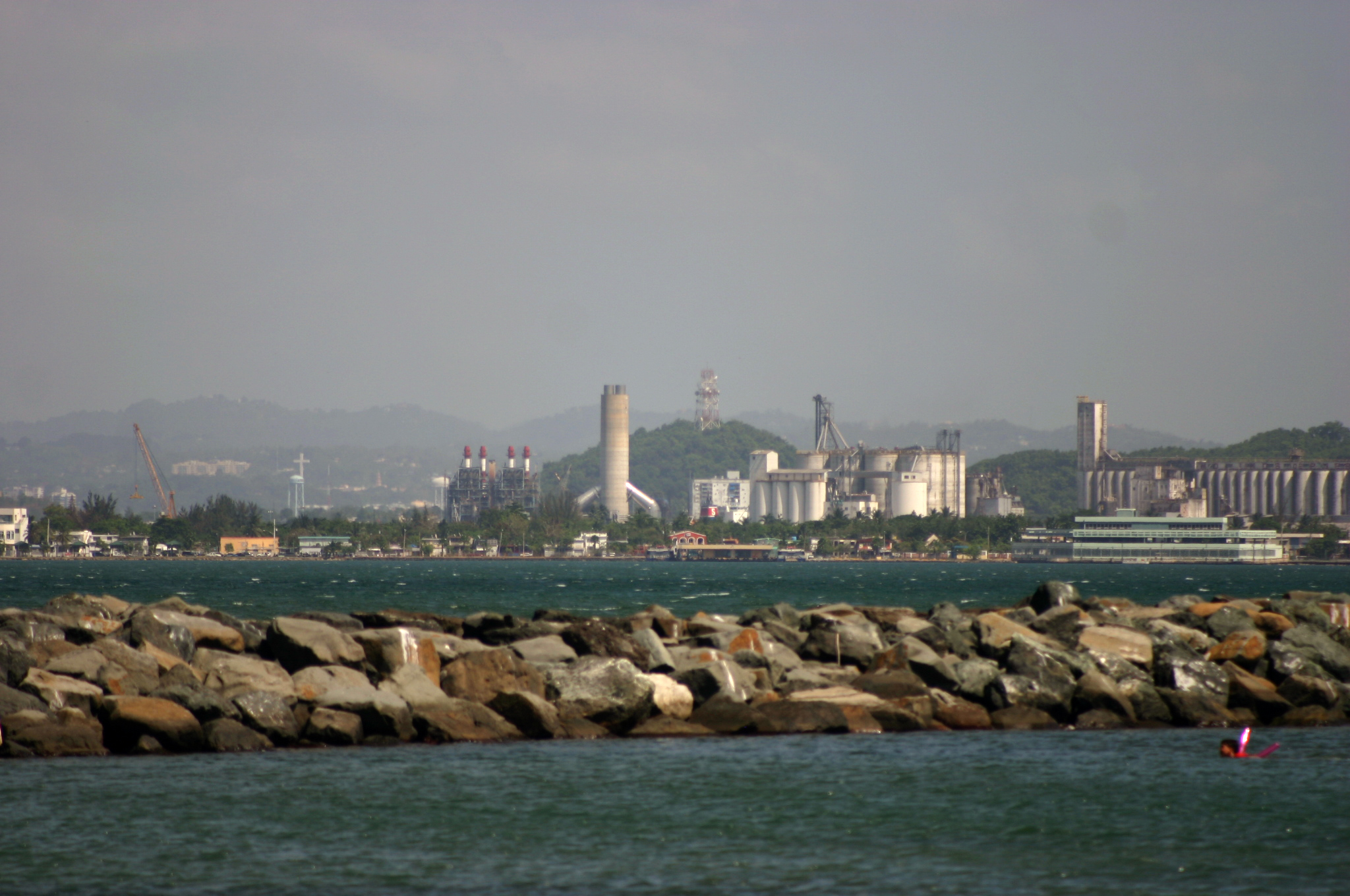
La Autoridad de Energía Eléctrica de Puerto Rico (AEE)

La autoridad estaba gobernada por una junta directiva nombrada por el gobernador, con el asesoramiento y consentimiento del Senado. Después de 2014, la AEE quedó sujeta a la Comisión de Energía de Puerto Rico, otra agencia gubernamental cuya junta directiva también fue nombrada por el gobernador.
En septiembre de 2017, el huracán María  destruyó la red de distribución de la AEE, generando un apagón en todas partes de la isla.
El 7 de julio de 2025, la renegociación del contrato de alianza público-privada con la empresa Genera PR para la producción de energía es rechazada por la Oficina de Energía de Puerto Rico.